# Mondilhan
Mondilhan (em occitano:  Mondilhan) é uma comuna francesa na região administrativa da Occitânia, no departamento do Alto Garona. Estende-se por uma área de 10.02 km², com 87 habitantes, segundo o censo de 2018, com uma densidade de 8.7 hab/km².